# Phillips (Nebraska)
Phillips è un comune degli Stati Uniti d'America, situato nello Stato del Nebraska, nella contea di Hamilton.